# St. Petersburg Open 1999
Il St. Petersburg Open 1999 è stato un torneo di tennis giocato sul sintetico indoor. È stata la 5ª edizione del St. Petersburg Open, che fa parte della categoria International Series 
nell'ambito dell'ATP Tour 1999. Il torneo si è giocato al Petersburg Sports and Concert Complex di San Pietroburgo in Russia, dall'8 al 14 febbraio 1999.

## Campioni

### Singolare
Marc Rosset ha battuto in finale  David Prinosil con il punteggio di 6–3, 6–4

### Doppio
Jeff Tarango /  Daniel Vacek hanno battuto in finale  Menno Oosting /  Andrei Pavel con il punteggio di 3–6, 6–3, 7–5